# Festival du film coréen à Paris 2021
 (mars 2025).
Le Festival du film coréen à Paris 2021, 16e édition du festival, se déroule du 26 octobre au 2 novembre 2021.

## Sélection

### Ouverture
- Escape from Mogadishu de Ryoo Seung-wan

### Clôture
- The Book of Fish de Lee Joon-ik

### Événements
- Hostage: Missing Celebrity de Pil Kam-seong
- Sinkhole de Kim Ji-hoon

### Avant-premières
- Introduction de Hong Sang-soo
- Midnight Silence de Kwon Oh-seung
- The Medium de Banjong Pisanthanakun

### Paysage
- A Distant Place de Park Kun-young
- A Leave de Lee Ran-hee
- Corydoras de Ryu Hyung-seok
- Homeless de Lim Seung-hyeun
- Moving On de Yoon Dan-bi
- Our Midnight de Lim Jung-eun
- Rolling Girl de Kwak Min-seung
- Short Vacation de Kwon Min-pyo et Seo Han-sol
- Ten Months (en) de Nam Koong-sun
- Voice of Silence de Hong Eui-jeong
- Young Adult Matters de Lee Hwan